# Lorraine Downes
Lorraine Elizabeth Downes ( 12 de junio de 1964, Auckland, Nueva Zelanda) es una modelo bailarina y titular de su país a Miss Universo 1983 celebrado en Estados Unidos, resultó ganadora superando a Julia Hayek de Estados Unidos que fue la primera finalista. Participó en Bailando con las estrellas de su país en el 2006 resultando la ganadora.

## Miss Universo
Downes ganó el título de Miss Nueva Zelanda y pasó a representar a su país en Miss Universo 1983 transmitido en vivo a partir de San Louis, Misuri en julio de 1983. Después de la competición preliminar, Downes paso a las doce semifinalista en el sexto lugar, pero quedó en el segundo lugar en el concurso de vestido de noche para pasar a la final, en tercer lugar en el concurso de entrevista, y cuarto en traje de baño. Ella pasó a las últimas cinco en el tercer lugar detrás de Julie Hayek de EE. UU. y Lolita Morena de Suiza, y fue coronada con el tiempo Miss Universo. Llevaba un vestido color azul y guantes largos durante la competición.
Al Ganar Downes fue la primera neozelandesa en ganar el certamen, aunque Diana Delyse Nottle se había colocado de segunda finalista en el año que  Shawn Weatherly ganó (1980) y Thomsen Donella fue semifinalista en 1981. No hay otra delegada de Nueva Zelanda que haya alcanzado el lugar desde 1992.

## Después de Miss Universo
En 1986 se casó con Murray Mexted, de AB, con quien tuvo dos hijos antes de divorciarse en 2001. Ella también tiene un negocio de éxito en Nueva Zelanda. En 2009 Lorraine se casó con el exjugador de críquet de Nueva Zelanda Martin Crowe, considerado una leyenda de ese deporte en su país. En 2016 Martin murió víctima del linfoma. 
Después de años de relativo anonimato, Downes compitió y ganó el concurso de la Nueva versión Zelanda de Bailando con las Estrellas en 2006 con su pareja de baile Gilmore Aaron.